# Connells Point, New South Wales
Connells Point este o suburbie în Sydney, Australia.